# Torneo WTA de Bucarest 2017
El BRD Bucarest Open 2017 fue un torneo profesional de tenis jugado en canchas de arcilla roja. Fue la cuarta edición del torneo y formó parte del WTA Tour 2017. Se llevó a cabo en Arenele BNR en Bucarest, Rumania, entre el 17 y el 23 de julio de 2017.

## Distribución de puntos
| Modalidad           | Campeona | Finalista | Semifinal | Cuartos de final | 2ª ronda | 1ª ronda | Clasificadas | 3ª ronda de clasificación | 2ª ronda de clasificación | 1ª ronda de clasificación |
| Individual femenino | 280      | 180       | 110       | 60               | 30       | 1        | 18           | 14                        | 10                        | 1                         |
| Dobles femenino     | 280      | 180       | 110       | 60               | -        | 1        | -            | -                         | -                         | -                         |

## Cabezas de serie

### Individual femenino
| Tenista               | Ranking | Preclasificada |
| Anastasija Sevastova  | 19      | 1              |
| Carla Suárez          | 27      | 2              |
| Julia Görges          | 45      | 3              |
| Monica Niculescu      | 51      | 4              |
| Elise Mertens         | 54      | 5              |
| Sorana Cîrstea        | 63      | 6              |
| Irina-Camelia Begu    | 64      | 7              |
| Tatjana Maria         | 74      | 8              |
| Ekaterina Alexandrova | 75      | 9              |

- Ranking del 3 de julio de 2017

### Dobles femenino
| Tenista                             | Ranking | Preclasificada |
| Irina-Camelia Begu Raluca Olaru     | 113     | 1              |
| Elise Mertens Demi Schuurs          | 132     | 2              |
| Oksana Kalashnikova Renata Voráčová | 143     | 3              |
| María Irigoyen Barbora Krejčíková   | 153     | 4              |

## Campeonas

### Individual femenino
Irina-Camelia Begu venció a  Julia Goerges por 6-3, 7-5

### Dobles femenino
Irina-Camelia Begu /  Raluca Olaru vencieron a  Elise Mertens /  Demi Schuurs por 6-3, 6-3